# Semih Dağlar
Semih Dağlar (* 8. Januar 1993 in Münster) ist ein Fußballspieler mit deutscher und türkischer Staatsangehörigkeit.

## Werdegang
Der Stürmer Semih Dağlar begann seine Karriere bei Preußen Münster, bevor er im Jahre 2010 in die A-Jugend von Borussia Dortmund wechselte. Zwei Jahre später wechselte er zum Regionalligisten SC Wiedenbrück 2000. In der Winterpause der Saison 2012/13 kehrte Dağlar nach Münster zurück und schloss sich der zweiten Mannschaft der Preußen an, die in die Westfalenliga spielte. Im Sommer 2014 folgte der Wechsel zum westfälischen Oberligisten SC Roland Beckum, wo er in der Saison 2014/15 20 Tore erzielte und zusammen mit zwei anderen Spielern den vierten Platz der Torjägerliste einnahm.
Semih Dağlar wechselte daraufhin zum Regionalligisten Sportfreunde Lotte. Mit den Sportfreunden wurde er Meister der Regionalliga West 2015/16 und schaffte nach erfolgreich bewältigten Aufstiegsspielen gegen den SV Waldhof Mannheim den Aufstieg in die 3. Liga. Dort gab Dağlar am 9. August 2016 sein Profidebüt bei der 1:3-Niederlage von Lotte bei Holstein Kiel. Nachdem er in 23 Drittligaspielen drei Tore erzielt hatte, wechselte Dağlar während der Winterpause zum Oberligisten Hammer SpVg. Bereits im Sommer 2017 wechselte Dağlar erneut, diesmal zum Ligakonkurrenten Rot Weiss Ahlen.
Da Dağlar in Ahlen nur selten zum Einsatz kam, kehrte er im Sommer 2018 zum zwischenzeitlich in die Westfalenliga abgestiegenen SC Roland Beckum zurück.

## Erfolge
- Meister der Regionalliga West und Aufstieg in die 3. Liga: 2016